# Fierville-les-Parcs

Fierville-les-Parcs este o comună în departamentul Calvados, Franța. În 1 ianuarie 2022 avea o populație de 236 de locuitori.